# ماریان پولسن
ماریان پولسن (انگلیسی: Marianne Paulsen؛ زادهٔ ۲۰ مهٔ ۱۹۸۰) بازیکن فوتبال اهل نروژ است.
وی همچنین در تیم‌های ملی فوتبال Norway women's national under-16 football team, Norway women's national under-18 football team, Norway women's national under-21 football team، و زنان نروژ بازی کرده‌است.